# Kambja (plaats)
Kambja (Duits: Neu-Kamby) is een plaats in de Estlandse gemeente Kambja, provincie Tartumaa. De plaats heeft de status van groter dorp of ‘vlek’ (Estisch: alevik).
De plaats was tot in oktober 2017 de hoofdplaats van de gemeente Kambja. In die maand ging de gemeente Ülenurme op in de gemeente Kambja en werd de hoofdplaats Ülenurme van die gemeente de hoofdplaats van de fusiegemeente.
Ten oosten van Kambja ligt een meer, het Kambja järv, met een oppervlakte van 2,3 ha.

## Bevolking
De plaats had 689 inwoners op 31 december 2011 en 580 inwoners op 31 december 2021.

## Geschiedenis
Het landgoed van Kambja ontstond op het eind van de 17e eeuw, toen een groter landgoed in tweeën werd gesplitst. Het zuidelijke deel, Groß-Kamby, ligt nu op het grondgebied van de plaats Suure-Kambja. Het noordelijk deel werd Klein-Kamby (Estisch: Väike-Kambja) of Neu-Kamby (Estisch: Vastse-Kambja) genoemd. Op het terrein van Klein-Kamby lag toen al een dorpje Kipsal, dat in 1585 in een document werd beschreven. Van Kipsal werd daarna niets meer vernomen.
De kerk van Kambja, gewijd aan Sint-Maarten, is nog ouder. Deze werd al in 1330 genoemd. De kerk is in de loop van de geschiedenis vele malen verwoest, het laatst in 1944 door het oprukkende Rode Leger. Pas in 1989 begon de herbouw van de kerk. In 2009 werd de herbouwde kerk opnieuw ingewijd als lutherse kerk. Bij de kerk staat een eik die in 1932 is geplant door kroonprins Gustaaf Adolf, de latere koning Gustaaf VI Adolf van Zweden.
In de late 19e en vroege 20e eeuw ontstond op het terrein van het landgoed een nederzetting, die de naam Väike-Kambja kreeg. In 1977 werd de plaats omgedoopt in Kambja.
Het landhuis van het landgoed dateert uit de vroege 19e eeuw. Het telde oorspronkelijk maar één woonlaag. In de 20e eeuw werd een tweede woonlaag toegevoegd. Het gebouw diende tot in 2017 als gemeentehuis.

## Foto's

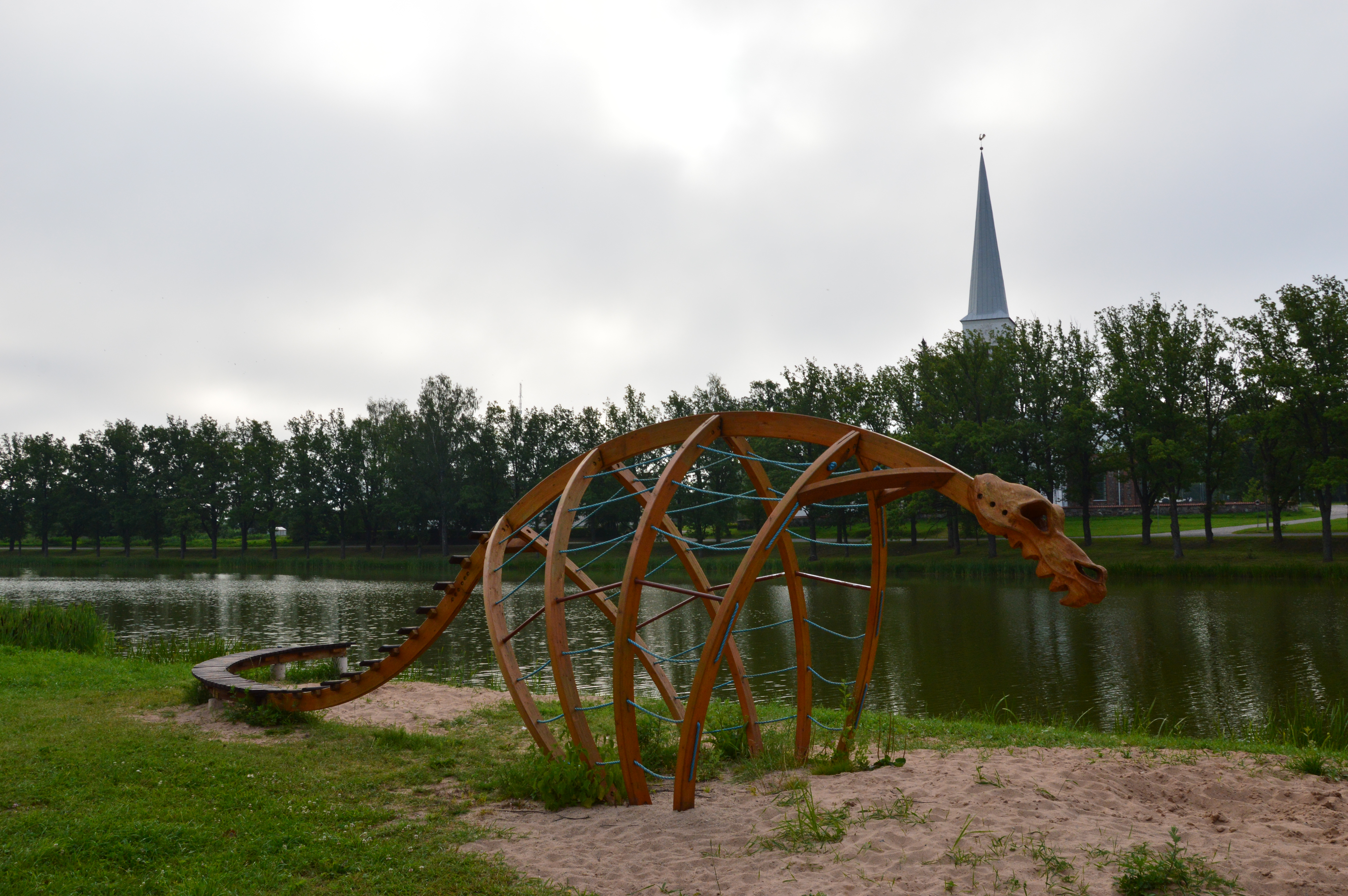
Kinderspeelplaats bij het meer van Kambja
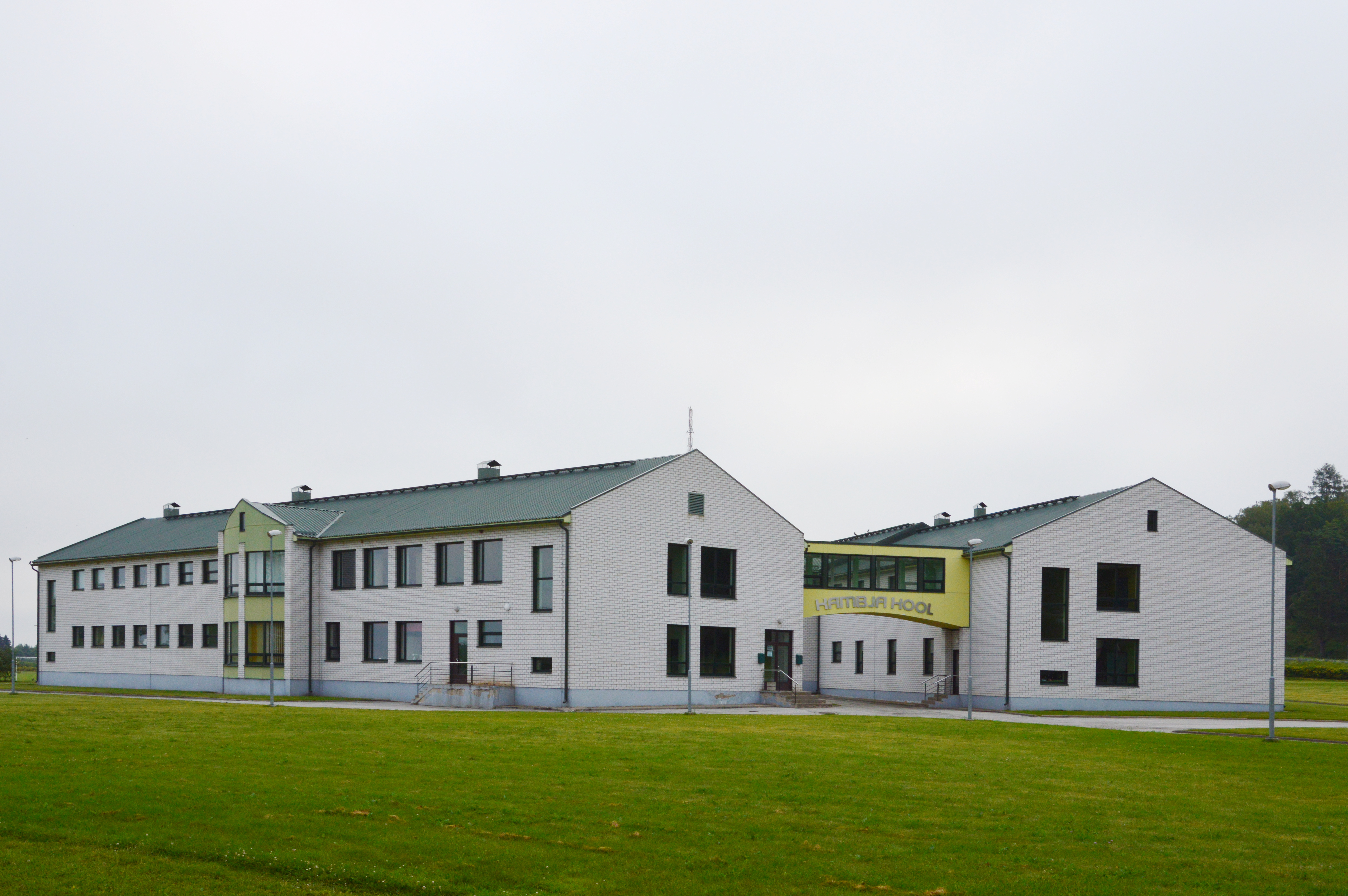
De school van Kambja
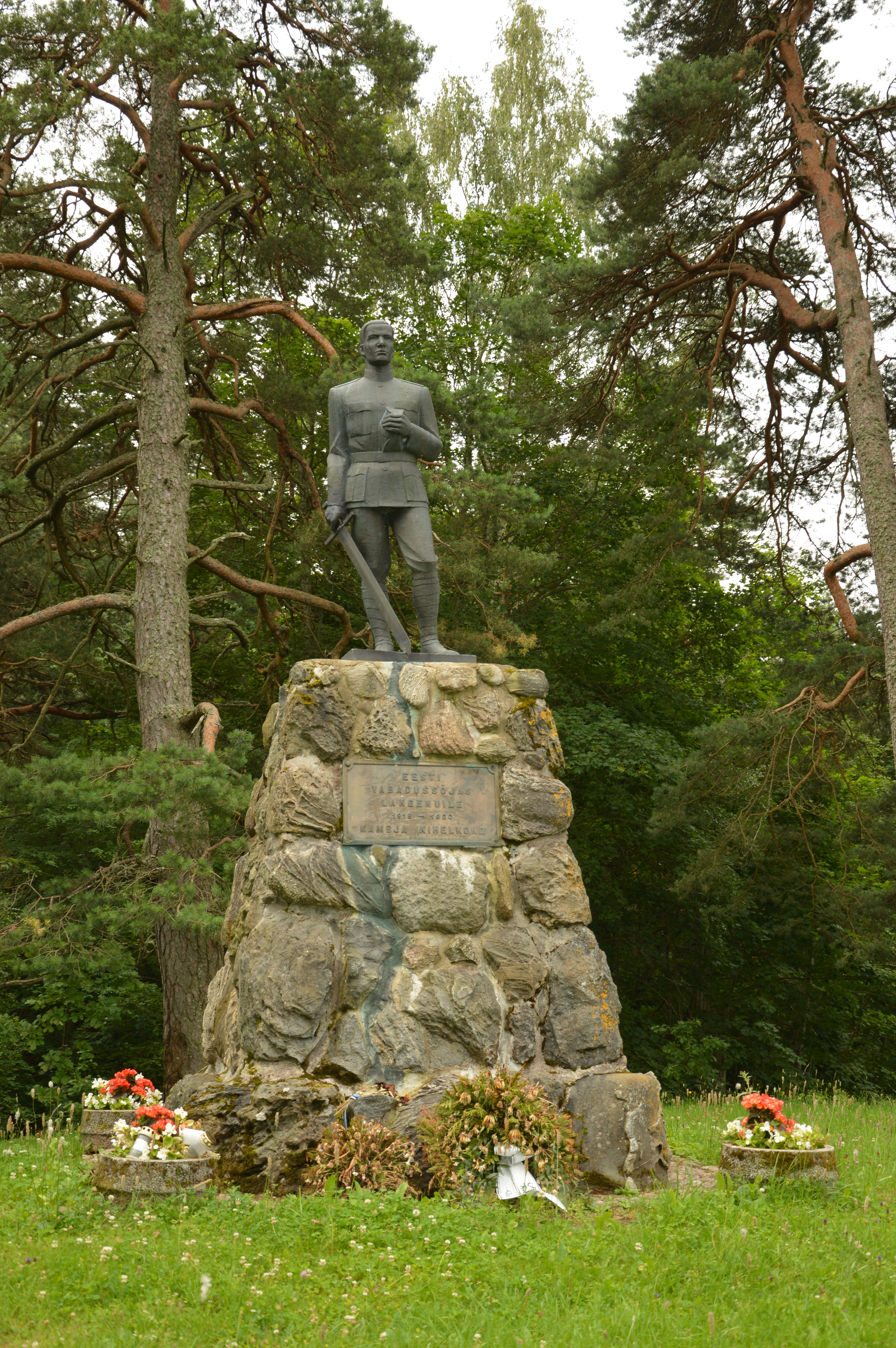
Monument voor de Estische Onafhankelijk-heidsoorlog
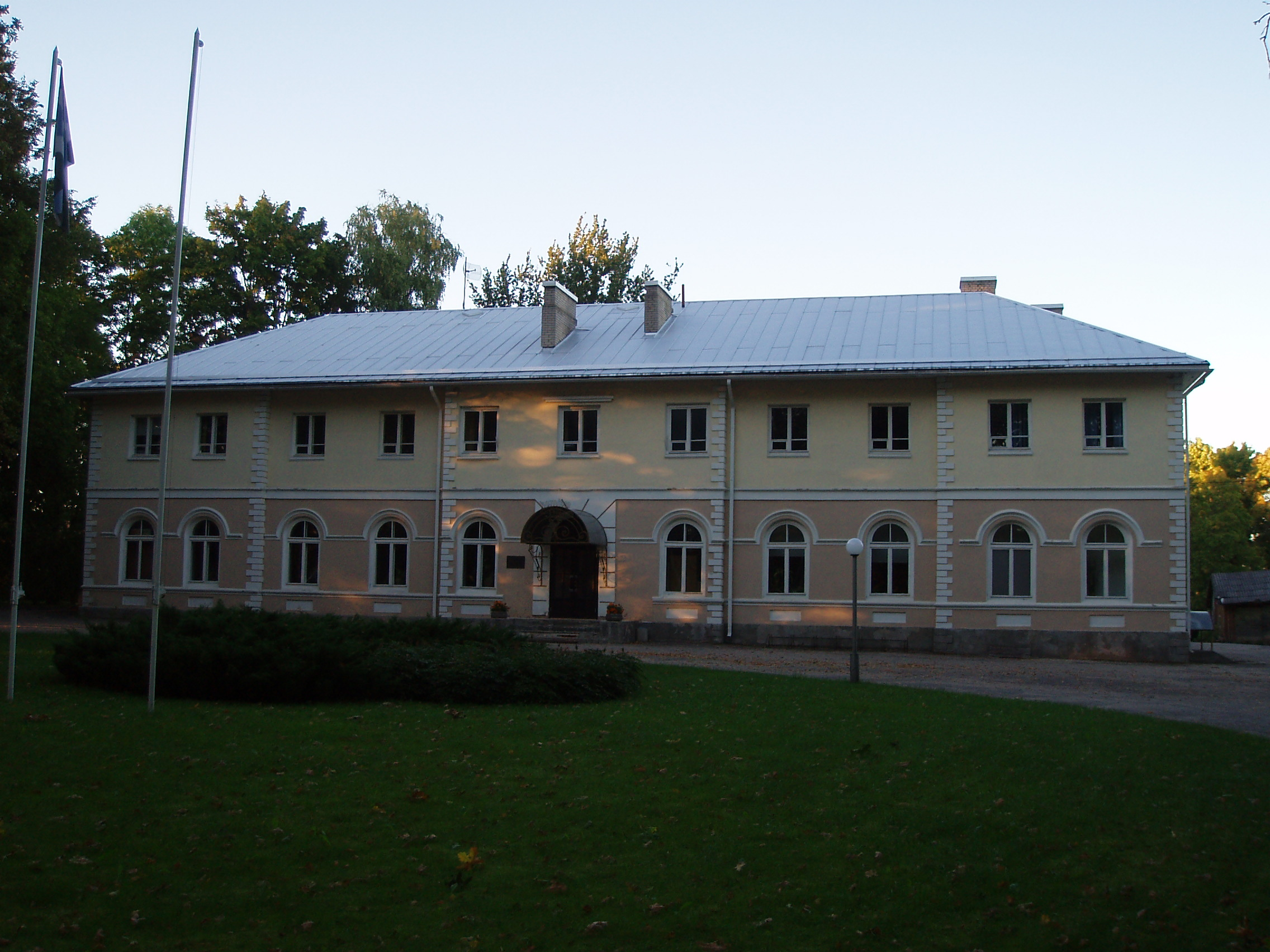
Het landhuis van Kambja
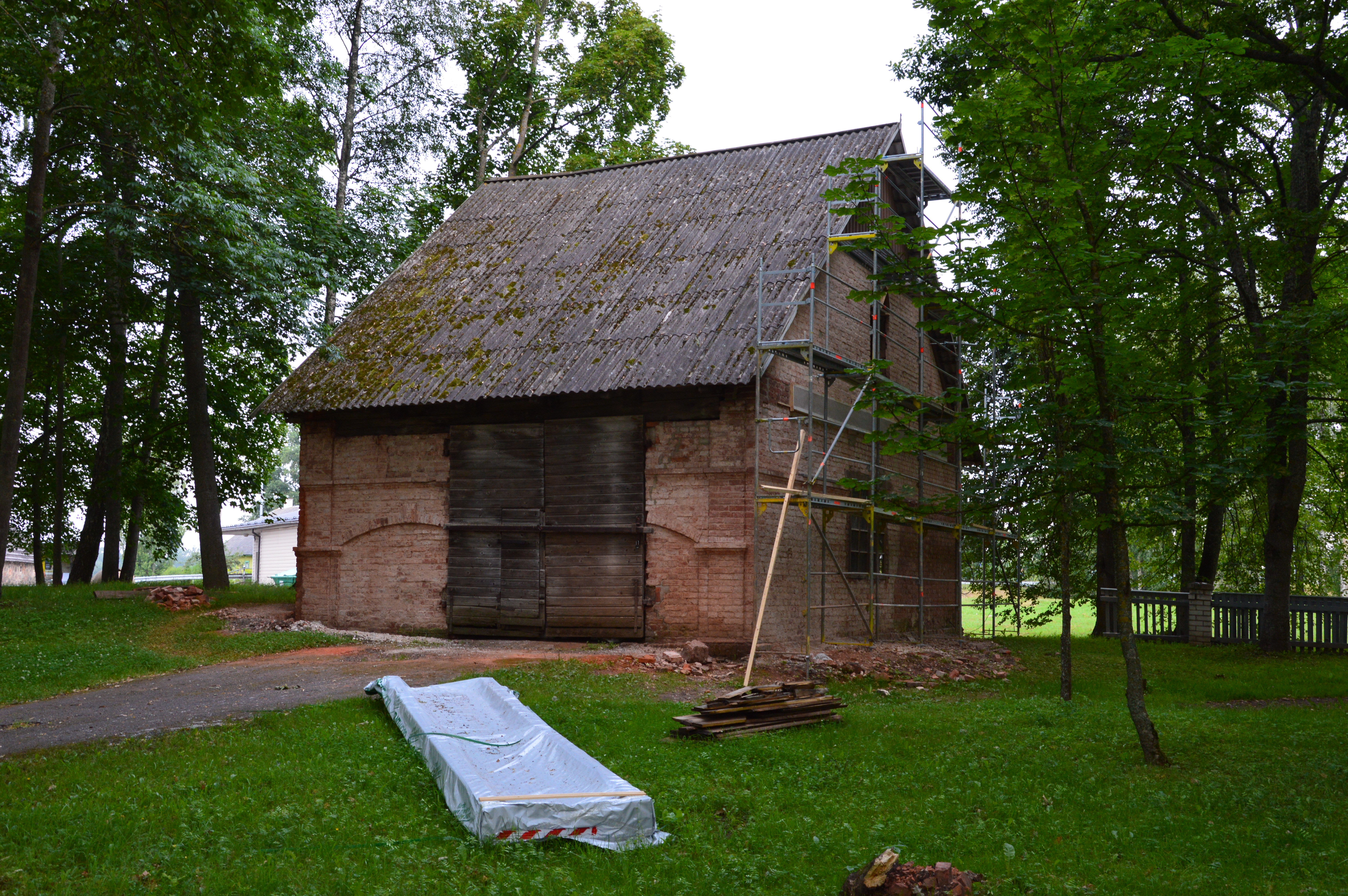
Bijgebouw
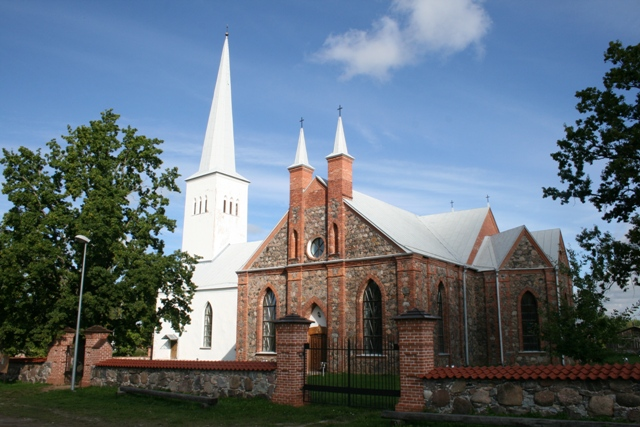
Sint-Maartenskerk
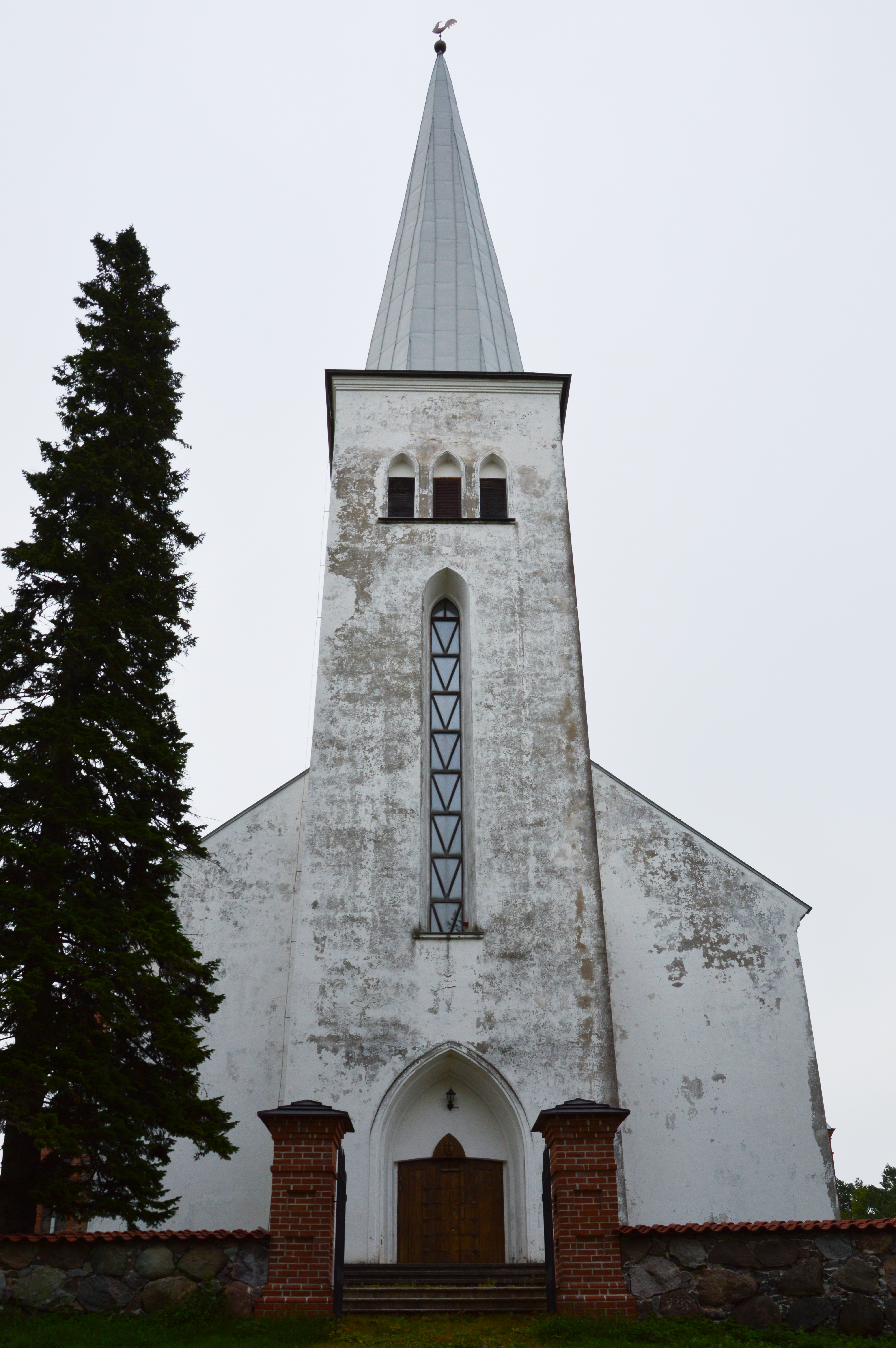
De toren
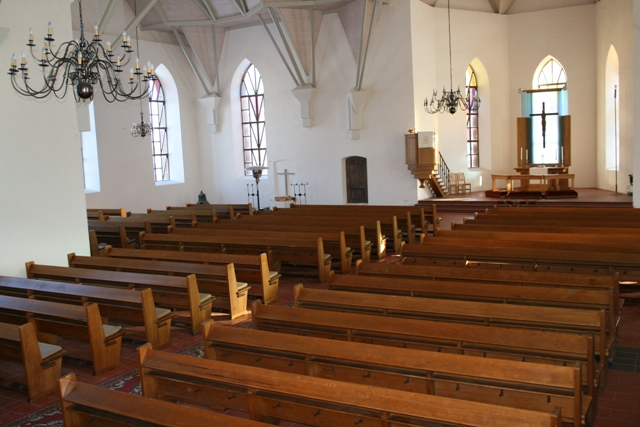
Interieur van de kerk
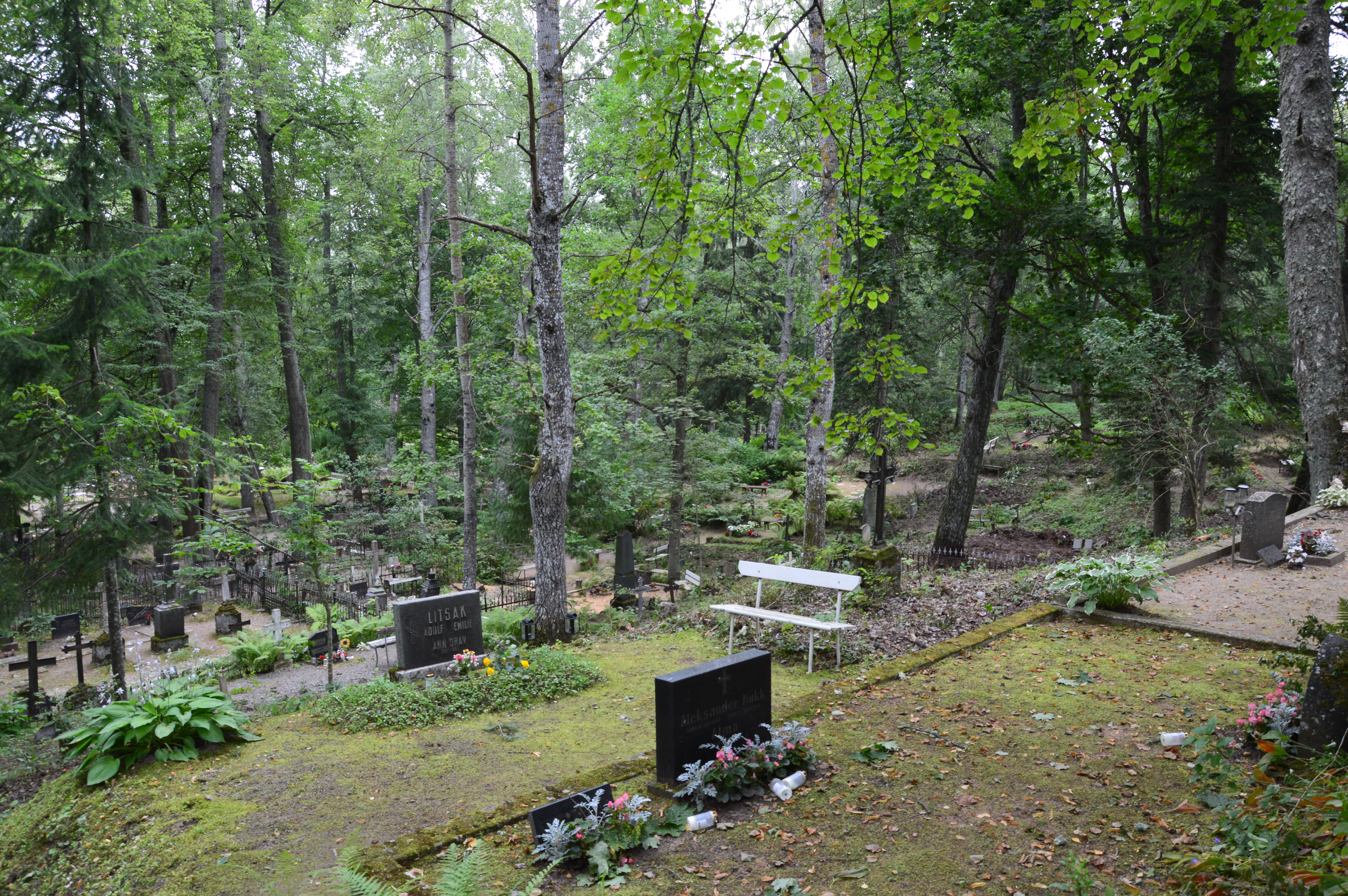
Het kerkhof